# Moncontour (Viena)
Moncontour és un municipi francès situat al departament de la Viena i a la regió de la Nova Aquitània. L'any 2007 tenia 1.013 habitants.

## Demografia

### Població
El 2007 la població de fet de Moncontour era de 1.013 persones. Hi havia 440 famílies de les quals 140 eren unipersonals (52 homes vivint sols i 88 dones vivint soles), 152 parelles sense fills, 116 parelles amb fills i 32 famílies monoparentals amb fills.
La població ha evolucionat segons el següent gràfic:
Habitants censats

### Habitatges
El 2007 hi havia 616 habitatges, 439 eren l'habitatge principal de la família, 116 eren segones residències i 61 estaven desocupats. 587 eren cases i 25 eren apartaments. Dels 439 habitatges principals, 326 estaven ocupats pels seus propietaris, 104 estaven llogats i ocupats pels llogaters i 9 estaven cedits a títol gratuït; 8 tenien una cambra, 31 en tenien dues, 78 en tenien tres, 118 en tenien quatre i 204 en tenien cinc o més. 334 habitatges disposaven pel capbaix d'una plaça de pàrquing. A 211 habitatges hi havia un automòbil i a 182 n'hi havia dos o més.

### Piràmide de població
La piràmide de població per edats i sexe el 2009 era:
| Homes | Edats   | Dones |
| ----- | ------- | ----- |
| 0     | 95 o +  | 0     |
| 0     | 90 a 94 | 4     |
| 16    | 85 a 89 | 40    |
| 16    | 80 a 84 | 24    |
| 32    | 75 a 79 | 20    |
| 48    | 70 a 74 | 32    |
| 32    | 65 a 69 | 40    |
| 20    | 60 a 64 | 36    |
| 24    | 55 a 59 | 16    |
| 28    | 50 a 54 | 28    |
| 28    | 45 a 49 | 32    |
| 40    | 40 a 44 | 28    |
| 48    | 35 a 39 | 40    |
| 16    | 30 a 34 | 16    |
| 20    | 25 a 29 | 20    |
| 24    | 20 a 24 | 24    |
| 12    | 15 a 19 | 32    |
| 24    | 10 a 14 | 28    |
| 32    | 5 a 9   | 28    |
| 24    | 0 a 4   | 24    |

## Economia
El 2007 la població en edat de treballar era de 585 persones, 422 eren actives i 163 eren inactives. De les 422 persones actives 373 estaven ocupades (214 homes i 159 dones) i 49 estaven aturades (16 homes i 33 dones). De les 163 persones inactives 71 estaven jubilades, 42 estaven estudiant i 50 estaven classificades com a «altres inactius».

### Ingressos
El 2009 a Moncontour hi havia 436 unitats fiscals que integraven 940,5 persones, la mediana anual d'ingressos fiscals per persona era de 15.579 €.

### Activitats econòmiques
Dels 44 establiments que hi havia el 2007, 1 era d'una empresa alimentària, 1 d'una empresa de fabricació de material elèctric, 2 d'empreses de fabricació d'altres productes industrials, 7 d'empreses de construcció, 8 d'empreses de comerç i reparació d'automòbils, 1 d'una empresa de transport, 6 d'empreses d'hostatgeria i restauració, 2 d'empreses d'informació i comunicació, 2 d'empreses financeres, 5 d'empreses de serveis, 5 d'entitats de l'administració pública i 4 d'empreses classificades com a «altres activitats de serveis».
Dels 12 establiments de servei als particulars que hi havia el 2009, 1 era una gendarmeria, 1 oficina de correu, 1 una oficina bancària, 2 guixaires pintors, 3 fusteries, 1 perruqueria, 2 restaurants i 1 saló de bellesa.
Dels 2 establiments comercials que hi havia el 2009, 1 era una botiga de menys de 120 m² i 1 una fleca.
L'any 2000 a Moncontour hi havia 52 explotacions agrícoles que ocupaven un total de 3.496 hectàrees.

## Equipaments sanitaris i escolars
L'únic equipament sanitari que hi havia el 2009 era una farmàcia.
El 2009 hi havia una escola elemental.

## Poblacions més properes
El següent diagrama mostra les poblacions més properes.